# Black Hole Sun
Black Hole Sun ist ein Song der US-amerikanischen Rockband Soundgarden. Das Stück erschien als Teil von Soundgardens viertem Studioalbum Superunknown am 8. März 1994. Zunächst erschien das Stück als Promo-Single im Mai 1994, ehe es am 8. August 1994 als offizielle dritte Single des Albums ausgekoppelt wurde.

## Entstehung und Inhalt
Frontmann Chris Cornell sagte, er habe den Song in nur 15 Minuten geschrieben, nachdem ihm die Melodie während einer nächtlichen Autofahrt eingefallen war. Cornell dachte zunächst, die Band würde das Stück nicht mögen – doch den anderen Musikern gefiel der harmonisch komplexe Song, der der größte Hit und das bekannteste Lied der Gruppe wurde. Cornell beschrieb den Inhalt als „surreale Traumlandschaft“, a „surreal dreamscape, a weird, play-with-the-title kind of song.“ Im Refrain wird ein Schwarzes Loch angesprochen, das kommen und den Regen hinwegwaschen möge: „Black Hole Sun, won't you come and wash away the rain...“ Das Lied ist in Dropped-D-Stimmung geschrieben.

## Musikvideo
Regisseur des ebenfalls surreal gehaltenen Musikvideos war Howard Greenhalgh. Es zeigt eine typisch amerikanische Wohngegend, in der Menschen lächelnd skurrilen Freizeitbeschäftigungen nachgehen – so grillt ein älterer Mann eine Barbie-Puppe, eine Frau schminkt sich stark –, wobei sie nach und nach von einem Schwarzen Loch gen Himmel gezogen und verschluckt werden. Das Video erschien in zwei Versionen – die zweite wurde erst nach einigen Wochen auf MTV gespielt und beinhaltet stärkere visuelle Effekte, durch die das Lächeln der Personen zusätzlich verzerrt wird, auch das Schwarze Loch wurde durch Effekte verdeutlicht. Das Video wurde mit einem Clio Award und einem MTV Video Music Award ausgezeichnet.

## Auszeichnungen
Für das Stück erhielt die Band 1995 den Grammy Award for Best Hard Rock Performance.

## Kommerzieller Erfolg

### Chartplatzierungen
Black Hole Sun erreichte in Deutschland Rang 26 der Singlecharts und platzierte sich 13 Wochen in den Top 100. Es wurde zum einzigen Charthit für Soundgarden in Deutschland. Im Vereinigten Königreich erreichte die Single in fünf Chartwochen mit Rang zwölf seine höchste Chartnotierung. Black Hole Sun wurde zum achten Charthit für Soundgarden in den britischen Charts und löste die zuvor erfolgreichste Chartsingle Spoonman ab, die sich vier Wochen in den Charts platzierte und Rang 20 erreichte. Darüber hinaus erreichte Black Hole Sun Top-10-Platzierungen in Australien (Rang 6) und Frankreich (Rang 10).
| ChartsChartplatzierungen     | Höchstplatzierung | Wochen |
| ---------------------------- | ----------------- | ------ |
| Deutschland (GfK)            | 26 (13 Wo.)       | 13     |
| Vereinigtes Königreich (OCC) | 12 (5 Wo.)        | 5      |

### Auszeichnungen für Musikverkäufe
| Land/Region                  | Auszeichnungen für Musikverkäufe (Land/Region, Auszeichnung, Verkäufe) | Verkäufe |
| ---------------------------- | ---------------------------------------------------------------------- | -------- |
| Australien (ARIA)            | Gold                                                                   | 35.000   |
| Brasilien (PMB)              | Gold                                                                   | 30.000   |
| Dänemark (IFPI)              | Gold                                                                   | 45.000   |
| Italien (FIMI)               | Gold                                                                   | 25.000   |
| Neuseeland (RMNZ)            | 3× Platin                                                              | 90.000   |
| Spanien (Promusicae)         | Gold                                                                   | 30.000   |
| Vereinigtes Königreich (BPI) | Platin                                                                 | 400.000  |
| Insgesamt                    | 5× Gold · 4× Platin ·                                                  | 855.000  |

## Nachwirkungen
Den Schriftsteller Albert Ostermaier inspirierte das Lied zum Titel des Romans Schwarze Sonne scheine.
Als im April 2019 ein Bild des schwarzen Lochs im Zentrum der Galaxie Messier 87 veröffentlicht wurde, das das erste Bild eines Schwarzen Lochs überhaupt ist, starteten Fans eine Petition mit dem Ziel, das Bild nach Chris Cornell zu benennen.